# 新宅冨士夫
新宅 冨士夫（しんたく ふじお、1947年8月31日 - ）は、広島テレビ（HTV）の元アナウンサー。広島県三次市出身。三次ケーブルビジョン社長。

## 人物
広島県立三次高等学校(41年卒)を経て広島大学を卒業後、1969年に広島テレビへ入社。アナウンサーとしてスポーツ中継、報道番組を務め、のちにプロデューサー、福山支社長を務めた。同期に加藤進がいる。系列局の同期に日本テレビの吉田填一郎がいる。
定年退職後、地元三次市の三次ケーブルビジョンで常務、専務取締役を経て代表取締役社長就任。
趣味は登山と農作業。

## 過去の主な担当番組
- NNNニュースプラス1ひろしま
- ほっとひろしま
- 広島土曜ジャーナル
- 柏村武昭のテレビ宣言
- 広島発!夢の通り道